# Servicio de Asistencia Médica Urgente de Asturias
El Servicio de Asistencia Médica Urgente de Asturias (SAMU 112 de Asturias), dependiente del Servicio de Salud del Principado de Asturias (SESPA), adscrito a la Consejería de Salud y Servicios Sanitarios del Principado de Asturias, es el organismo público encargado de responder a todas las urgencias sanitarias en el territorio de la comunidad autónoma asturiana. El servicio se realiza a través del teléfono único de emergencias del Principado de Asturias, el 112.

## Recursos
Datos correspondientes al año 2024.

### Transporte sanitario urgente
| Área sanitaria                   | UVIs móviles          | Ambulancias de soporte vital básico                                                    | Ambulancias convencionales          | TOTAL |
| -------------------------------- | --------------------- | -------------------------------------------------------------------------------------- | ----------------------------------- | ----- |
| I (cabecera: Jarrio)             | 1 (Jarrio)            | 3 (Vegadeo, Luarca, Navia)                                                             | 2 (Grandas de Salime, Illano)       | 6     |
| II (cabecera: Cangas del Narcea) | 1 (Cangas del Narcea) | 2 (Cangas del Narcea, Tineo)                                                           | 2 (Ibias, Degaña)                   | 5     |
| III (cabecera: Avilés)           | 1 (Avilés)            | 3 (Avilés-Casa del Mar, Luanco, Soto del Barco)                                        | 1 (Avilés)                          | 5     |
| IV (cabecera: Oviedo)            | 1 (Oviedo)            | 6 (Oviedo-Ventanielles, Oviedo-La Lila, Pola de Siero, Posada de Llanera, Grado, Nava) | 4 (Quirós, Somiedo, Proaza, Oviedo) | 11    |
| V (cabecera: Gijón)              | 2 (Gijón x2)          | 4 (Gijón-Llano, Gijón-Casa del Mar, Gijón-Parque Somió, Villaviciosa)                  | 1 (Gijón)                           | 7     |
| VI (cabecera: Arriondas)         | 1 (Arriondas)         | 4 (Llanes, Infiesto, Ribadesella, Cangas de Onís)                                      | 2 (Cabrales, Panes)                 | 7     |
| VII (cabecera: Mieres)           | 1 (Mieres)            | 1 (Pola de Lena)                                                                       | 3 (Aller, Mieres)                   | 5     |
| VIII (cabecera: Langreo)         | 1 (Langreo)           | 2 (Pola de Laviana, Langreo)                                                           | 2 (Langreo, Caso)                   | 5     |
| Total                            | 9                     | 25                                                                                     | 18                                  | 51    |

### Transporte sanitario programado
| Área sanitaria                   | Ambulancias colectivas | Ambulancias individuales | Ambulancias mixtas | Ambulancias todo terreno | TOTAL |
| -------------------------------- | ---------------------- | ------------------------ | ------------------ | ------------------------ | ----- |
| I (cabecera: Jarrio)             | 4                      | 5                        | 0                  | 1                        | 10    |
| II (cabecera: Cangas del Narcea) | 4                      | 2                        | 2                  | 2 (Cangas del Narcea)    | 10    |
| III (cabecera: Avilés)           | 6                      | 4                        | 1                  | 0                        | 11    |
| IV (cabecera: Oviedo)            | 11                     | 8                        | 3                  | 0                        | 22    |
| V (cabecera: Gijón)              | 11                     | 6                        | 1                  | 0                        | 18    |
| VI (cabecera: Arriondas)         | 4                      | 5                        | 0                  | 1                        | 10    |
| VII (cabecera: Mieres)           | 5                      | 3                        | 1                  | 1                        | 10    |
| VIII (cabecera: Langreo)         | 4                      | 4                        | 1                  | 0                        | 9     |
| Total                            | 48                     | 37                       | 9                  | 5                        | 90    |

### Altas de hospital
| Área sanitaria                   | Ambulancias de altas de hospital |
| -------------------------------- | -------------------------------- |
| I (cabecera: Jarrio)             | 2                                |
| II (cabecera: Cangas del Narcea) | 2                                |
| III (cabecera: Avilés)           | 4                                |
| IV (cabecera: Oviedo)            | 6                                |
| V (cabecera: Gijón)              | 5                                |
| VI (cabecera: Arriondas)         | 2                                |
| VII (cabecera: Mieres)           | 2                                |
| VIII (cabecera: Langreo)         | 2                                |
| Total                            | 25                               |